# Tomomyza pallipes
Tomomyza pallipes är en tvåvingeart som beskrevs av Mario Bezzi 1922. Tomomyza pallipes ingår i släktet Tomomyza och familjen svävflugor. Inga underarter finns listade i Catalogue of Life.